# Helcogramma hudsoni
Helcogramma hudsoni és una espècie de peix de la família dels tripterígids i de l'ordre dels perciformes.

## Morfologia
- Els mascles poden assolir 4 cm de longitud total.[2][3]

## Hàbitat
És un peix marí de clima tropical i associat als esculls de corall que viu fins als 3 m de fondària.

## Distribució geogràfica
Es troba des de les Illes Izu (Japó) fins a Vanuatu, Fiji, Salomó i la Samoa Nord-americana.